# Gemeine Waldschwebfliege

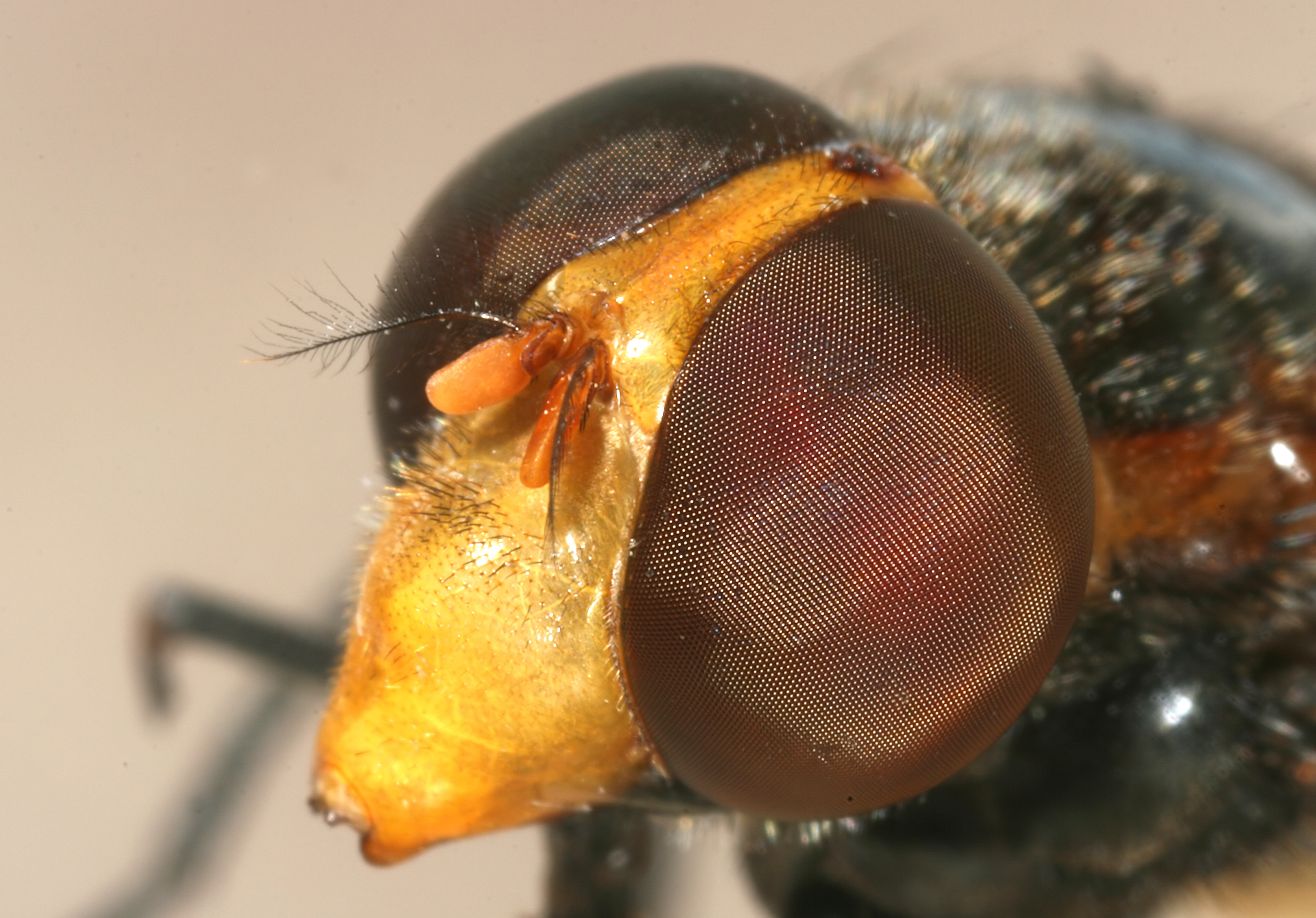
Kopf; gut zu erkennen, die gefiederte Fühlerborste

Die Gemeine Waldschwebfliege oder Gemeine Hummel-Schwebfliege (Volucella pellucens) ist eine Fliege aus der Familie der Schwebfliegen (Syrphidae).

## Merkmale
Die Fliegen erreichen eine Körperlänge von 12 bis 18 Millimetern. Die Frons (Stirnregion) und der Vorderteil des Kopfes mit den leicht nach vorne verlängerten Mundwerkzeugen sind rötlichgelb gefärbt. Die Fühler sind ebenso rötlichgelb und haben eine gefiederte Borste. Die Facettenaugen sind weinrot und bei den Weibchen sehr nahe beieinander. Das Mesonotum ist auf der Oberseite schwarz glänzend, an den Seiten ist es dunkel rostbraun gefärbt und trägt schwarze Borsten. Das Schildchen ist rostbraun getönt und trägt am Rand schwarze Borsten. Der kurze und plumpe Hinterleib ist schwarz gefärbt, das zweite Hinterleibssegment ist charakteristisch elfenbeinfärbig. Diese Binde kann auch mittig durch einen schmalen schwarzen Rücken in zwei Flecken getrennt sein. Die Flügel tragen mittig einen auffälligen dunklen Fleck. Die Beine sind schwarz, lediglich die Schenkelringe (Trochanter) und die Tarsen der Vorderbeine sind basal rostbraun.

## Vorkommen
Die Tiere kommen in der Paläarktis und Orientalis vor. Sie sind in Mitteleuropa vom Flachland bis in hohe Lagen häufig zu finden und fliegen von Mai bis September. Sie leben an Waldrändern, -lichtungen und -wegen.

## Lebensweise
Die Imagines können beim Blütenbesuch, insbesondere an weißen Blüten, beispielsweise von Holunder, Hartriegel, Liguster, Himbeeren, Brombeeren oder auch Bärenklau beobachtet werden, sie fressen aber auch Baumsäfte. Die Larven entwickeln sich in den Nestern von Wespen und Hummeln und ernähren sich von Abfall und toten Insekten, vermutlich aber auch von der Brut. Sie überwintern im Boden.